# Ketowie

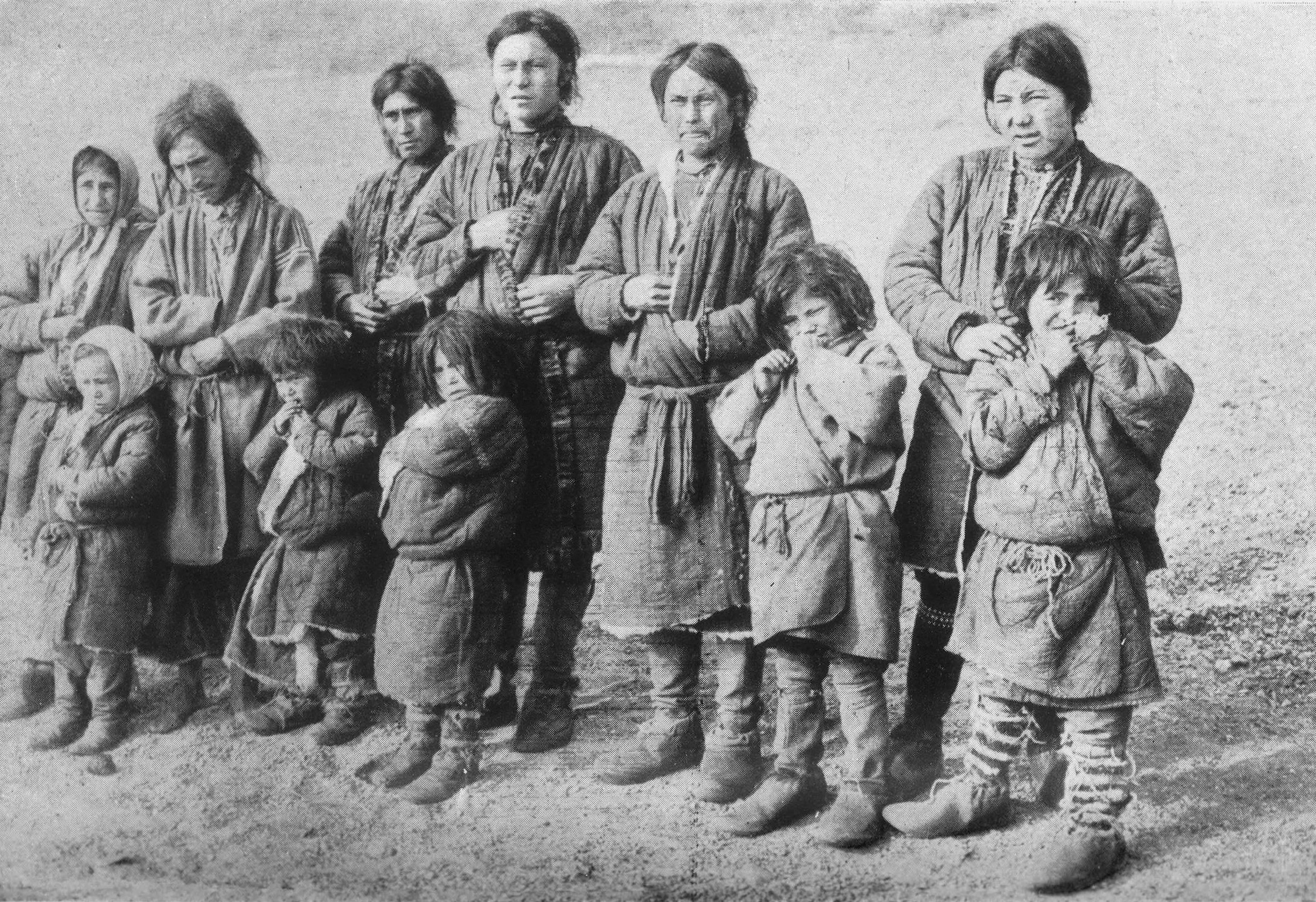
Ketowie (zdjęcie z 1914 r.)

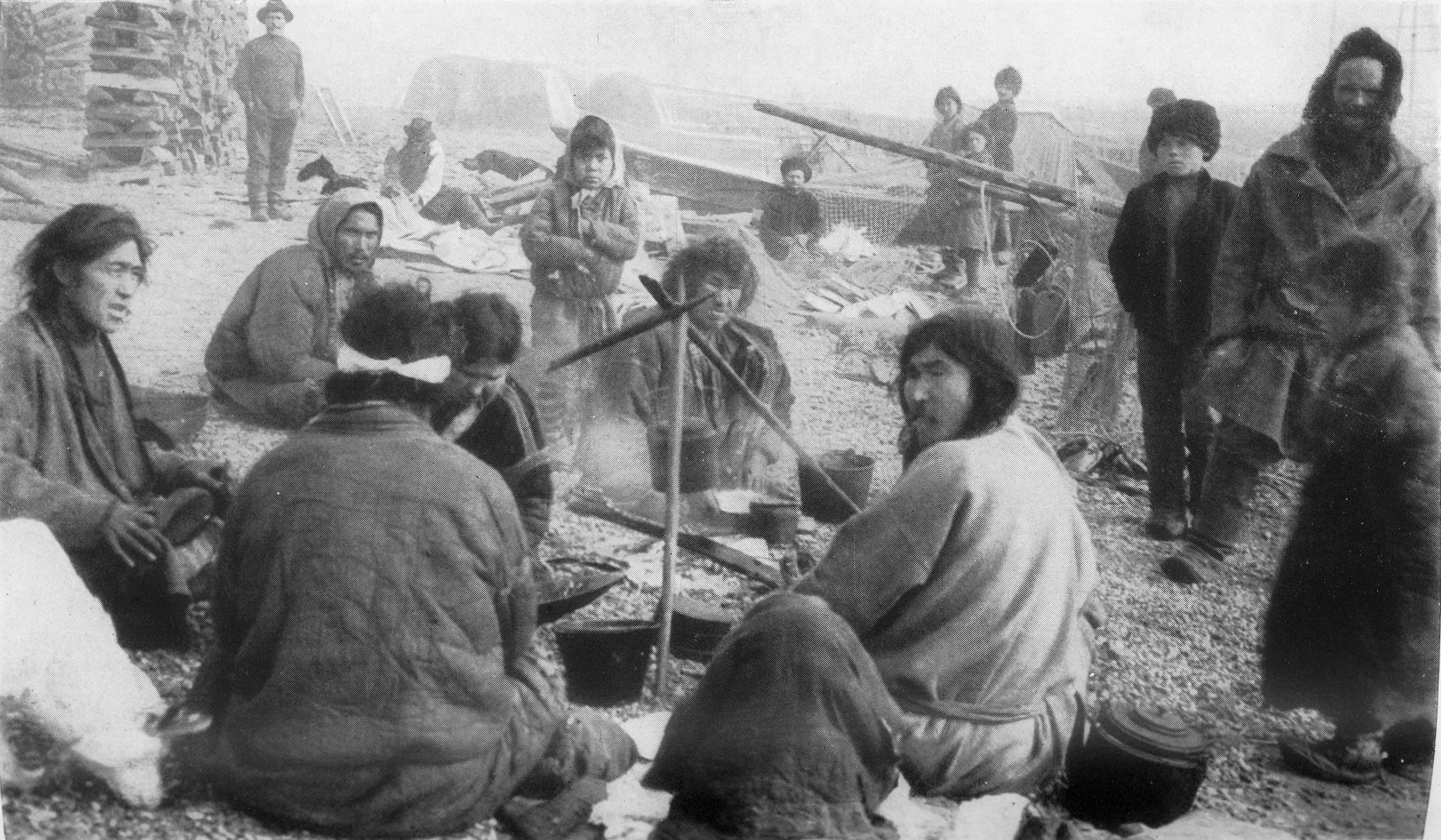
Obóz Ketów

Ketowie (dawna nazwa: Ostiacy jenisejscy, nazwa własna: w l. poj. ket – „człowiek”, w l. mn. deng – „ludzie”) – autochtoniczny etnos paleoazjatycki z zachodniej Syberii (Rosja).
Populacja Ketów liczy 1494 osoby (spis powszechny z 2002 r.); zamieszkują oni głównie niewielki obszar na wschód od Jeniseju - w dolnym i środkowym biegu tej rzeki, w Kraju Krasnojarskim (zwłaszcza rejon turuchański).
Używają języka ketyjskiego – ostatniego żywego języka z rodziny jenisejskiej, która współcześnie zaliczana bywa do hipotetycznej grupy języków dene-jenisejskich. W ostatnich latach dla coraz większej liczby Ketów językiem ojczystym jest rosyjski, który szybko wypiera rodzimy język ketyjski. Obecnie jedynie ok. 40% Ketów posługuje się własnym językiem.
Tradycyjnymi zajęciami tego ludu są myślistwo, rybołówstwo oraz hodowla reniferów.

Tradycyjnymi religiami są animizm i szamanizm, choć formalnie większość wyznaje prawosławie.